# 바디텍메드
바디텍메드 주식회사(영어: Boditech Med)는 대한민국의 의약품 제조 기업이다.

## 제품
- 면역진단기기
- 진단용 카트리지
- 진단 시약